# Ljusbent stubbstjärt
Ljusbent stubbstjärt (Hemitesia pallidipes) är en liten asiatisk fågel i familjen cettisångare inom ordningen tättingar.

## Utseende och läte
Ljusbent stubbstjärt är en liten (11 centimeter) fågel med kort stjärt, dock längre än övriga stubbstjärtar. Ovansidan är rödbrun, undersidan vit men flanker och bröstsidor olivbruna. Huvudet är pregnant tecknat med ett gulbrunt ögonbrynsstreck och mörkbrunt ögonstreck. Sången är mycket ljudlig och explosiv: zip... zip-tschuk-o-tschuk.

## Utbredning och systematik
Ljusbent stubbstjärt delas in i tre underarter med följande utbredning.
- pallidipes – förberg i Himalaya till norra Myanmar
- laurentei – södra Kina, övervintrar till nordvästra Thailand, norra Laos och norra Vietnam
- osmastoni – på Andamanöarna

### Släktestillhörighet
Arten placerades tidigare i släktet Cettia, men genetiska studier visar att den är släkt med stubbstjärtarna, närmast afrikanska albertinestubbstjärt (Hemitesia neumanni). Följaktligen har den flyttats till Hemitesia.

### Familjetillhörighet
Ljusbent stubbstjärt placerades tidigare i den stora familjen sångare (Sylviidae). DNA-studier har dock visat att arterna i familjen inte är varandras närmaste släktingar och har därför delats upp i ett antal mindre familjer. Ljusbent stubbstjärt med släktingar förs idag till familjen cettisångare (Cettiidae eller Scotocercidae) som är nära släkt med den likaledes utbrytna familjen lövsångare (Phylloscopidae) men också med familjen stjärtmesar (Aegithalidae). Även de två afrikanska hyliorna, numera urskilda i egna familjen Hyliidae, anses höra till gruppen.

## Levnadssätt
Ljusbent stubbstjärt är en mycket skygg och svårsedd fågel som är svår att upptäcka till och med under häckningstid. Den håller sig nära marken och flyger inte ens en meter ovan mark. Arten påträffas i högt gräs och buskage i skogskanter, vanligtvis i anslutning till Themeda-gräsmarker. Dess habitat varierar; i Thailand är den känd från gräs- och buskmarker från förberg upp till 1800 meters höjd, medan den i Kina ses i skogslandskap upp till 1525 meter. Fågeln häckar från maj till juli.

## Status och hot
Arten har ett stort utbredningsområde och en stor population med stabil utveckling och tros inte vara utsatt för något substantiellt hot. Utifrån dessa kriterier kategoriserar internationella naturvårdsunionen IUCN arten som livskraftig (LC). Världspopulationen har inte uppskattats men den beskrivs som relativt vanlig, lokalt mycket vanlig.

## Namn
Arten kallades tidigare ljusbent cettia på svenska men har bytt namn till stubbstjärt efter genetiska studier (se ovan).